# Hype (canción)
«Hype» es una canción del rapero inglés Dizzee Rascal y del DJ escocés Calvin Harris. La canción fue lanzada como sencillo el 24 de junio de 2016. Rascal y Harris habían colaborado anteriormente en el sencillo "Dance wiv Me" en 2008 y en "Here 2 China", una canción del tercer álbum de estudio de Harris, 18 Months (2012).

## Formatos y remezclas
- Descarga digital[2]

| «Hype» |        |          |  |
| N.º    | Título | Duración |  |
| 1.     | «Hype» | 3:31     |  |

## Posicionamiento en listas

### Semanales
| Escocia       | Scottish Singles Chart  | 13 |
| Irlanda       | IRMA                    | 71 |
| Nueva Zelanda | New Zealand Heatseekers | 2  |
| Reino Unido   | UK Singles Chart        | 34 |